# Ташкентская улица (Киев)
Ташкентская улица — улица в Дарницком районе Киева, местность Красный хутор. Пролегает от Кронштадтской улицы до Харьковской площади параллельно Харьковскому шоссе.
Примыкают улицы Томашпольская, Молочанская, Грузинская, Армянская,  Черниговская, Бортническая и  улица Вакуленчука, переулки  Молочанский,  Загородный,  Грузинский, Армянский,  Харьковский, Ялынковый, Черниговский, Бортницкий и Вакуленчука.
Застройка в основном малоэтажная, преобладает частный сектор.

## История
Улица возникла в середине XX века, называлась «Харьковская» (как параллельная Харьковскому шоссе). Современное название - с 1963 года .

## Транспорт
- По всей длине улицы проходит маршрут трамвая № 29.
- Ближайшие станции метро — «Бориспольская».